# Лентяево: Время действовать!
«Лентяево: Время действовать!» (англ. LazyTown Extra, в других странах известен как LazyTown: Action Time!) — детский телесериал, созданный студией LazyTown Entertainment. Является спин-оффом сериала «Лентяево». Впервые спин-офф вышел в эфир 15 сентября 2008 года на канале CBeebies вместе с оригинальным сериалом. Съёмки проходили весной и летом 2008 года.

## Синопсис
Спин-офф «Лентяево: Время действовать!» оформлен в виде скетч-шоу с участием персонажей сериала «Лентяево» в ассортименте коротких скетчей. Основное внимание уделяется Зигги, когда он путешествует по разным частям Соединённого Королевства, рассматривая множество различных спортивных мероприятий.

### Сегменты
- Super Moves — Спортакус демонстрирует движение, которое зритель может сделать дома.
- Вступление Зигги (англ. Ziggy’s Introduction) — Зигги приземляется где-то в Соединённом Королевстве и знакомит зрителей с темой эпизода.
- Большие новости Лентяева (англ. LazyTown’s Big News) — мэр Милфорд Минсуэлл и Бесси Бьюзибоди раскрывают факт, связанный с темой эпизода (эпизоды с нечётными номерами).
- Трикси и Стефани (англ. Trixie and Stephanie) — действие происходит в доме мэра Милфорда, где Стефани учит Трикси чему-то (эпизоды с чётными номерами).
- Знакомство с детьми (англ. Meeting the Children) — Зигги знакомится с двумя или тремя детьми и путает тему эпизода с тем, что ему нравится.
- Движения Стефани (англ. Stephanie’s Moves) — Стефани учит зрителей танцевать движения под песню Лентяево.
- Большая активность (англ. Big Activity) — Зигги наблюдает за тем, как дети занимаются этой темой, иногда делает это сам. На заднем плане играют инструменталы песен Лентяево.
- «Скупой и Милфорд» (англ. Stingy and Milford) — действие происходит в доме мэра Милфорда или в ратуше. Скупой жалуется на какую-то тему, в то время как Милфорд даёт ему совет, по которому Скупой может пойти другим путём. Появляется после Большого события (англ. Big Activity) в эпизодах с чётными номерами и Знакомства с детьми в эпизодах с теми же номерами.
- Sportacus’ Moves — в спортзале Лентяева Спортакус учит группу детей, одетых в спортивную одежду, выполнять совместные движения (эпизоды с чётными номерами).
- Вопросы Зигги (англ. Ziggy’s Questions) — Зигги задаёт детям вопросы по теме эпизода.
- Sportacus Challenge — Пиксель ставит перед Спортакусом спортивную задачу (эпизоды с нечётными номерами).
- Robbie’s World Records — Робби Злобный пытается установить мировой рекорд в отношении темы эпизода, но с катастрофическими результатами (эпизоды с чётными номерами).
- Ziggy’s Goodbye — Зигги прощается со зрителями, после чего эпизод заканчивается.

В версии LazyTown Action Time! сегменты Зигги укорочены и разворачиваются на белом экране, озвучиваемом его оригинальным актёром озвучивания.

## В ролях
Несмотря на то, что сериал был снят для рынка Великобритании (так как сериал был частично переозвучен для рынка Великобритании), только Лоррейн Парслоу повторяет свою роль Зигги, поскольку его сегменты производятся в самом Соединённом Королевстве. Оригинальные американские актёры озвучивания кукол повторяют свои голосовые роли в сериале. Тем не менее, в версии Action Time! Гудмундур Тор Карасон снова появляется в роли Зигги.

### Живые актёры
- Магнус Скевинг — Спортакус
- Стефаун Карл Стефаунссон — Робби Злобный
- Джулианна Роуз Мауриелло — Стефани

### Марионетки
- Лоррейн Парслоу — голос Зигги
  - Гудмундур Тор Карасон — голос и кукловод Зигги (версия Action Time!)
- Джоди Айкелбергер — Стинги
- Сара Берджесс — Трикси и Зигги (кукловод)
- Рональд Бинион — Пиксель
- Дэвид Мэтью Фельдман — мэр Милфорд Минсуэлл
- Джули Вествуд в роли Бесси Бьюзибоди и Зигги (кукловод)

### Другие
- Кэролайн Далтон — голос дирижабля
- Антония Ларусдоттир, Анита Рос Торстейнсдоттир, Джола Бриньярсдоттир, Рэйчел Хилсон и Исис Маллен-Хансен в роли танцоров